# Особова медична книжка

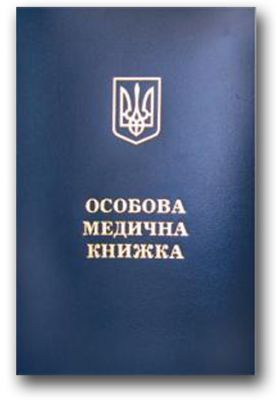
Особова медична книжка

Особова медична книжка - видається особам, що працюють на підприємствах харчової промисловості, громадського харчування і торгівлі,  водопровідних  спорудах,  у лікувально-профілактичних,  дошкільних  та навчально-виховних закладах, об'єктах комунального обслуговування, іншим особам, професійна чи інша діяльність яких пов'язана з роботою, виконання якої законодавчо передбачає при вступі на роботу проведення обов'язкових попередніх і надалі періодичних профілактичних медичних обстежень.

## Джерела

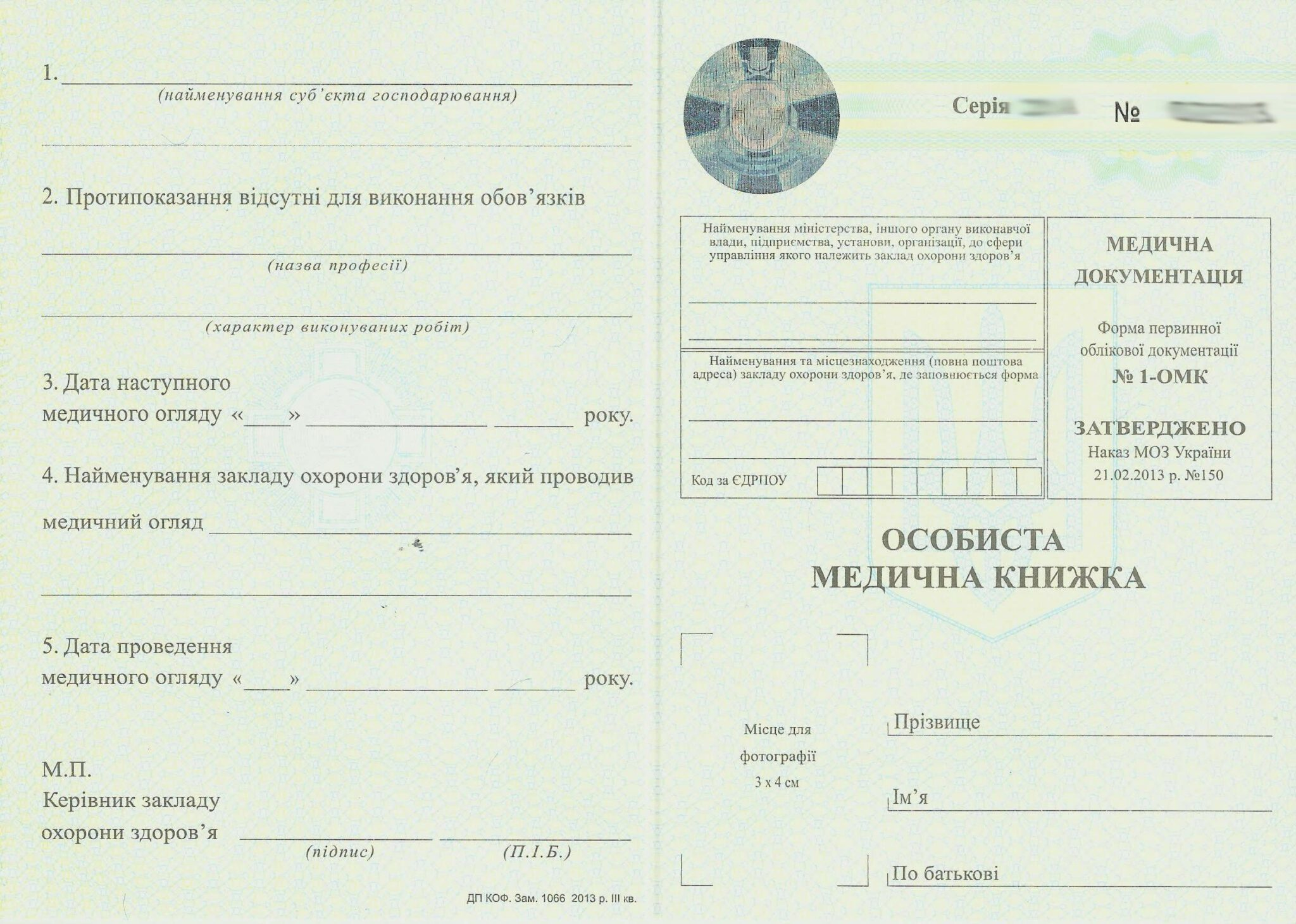
Новий бланк медичної книжки затвержений наказом МОЗ України № 582 від 08.07.2013 р.